# Salacca graciliflora
Salacca graciliflora är en enhjärtbladig växtart som beskrevs av Mogea. Salacca graciliflora ingår i släktet Salacca och familjen Arecaceae. Inga underarter finns listade i Catalogue of Life.